# Молфета
Молфета (итал. Molfetta) град је у јужној Италији. Молфета је трећи по важности град у оквиру округа Бари у оквиру италијанске покрајине Апулија.

## Природне одлике
Град Молфета налази се у јужном делу Италије, на 25 км западно од Барија. Град се налази на јужној обали Јадранског мора, а у позадини се налази приобална равница.

## Становништво
Према резултатима пописа становништва 2011. у општини је живело 60.433 становника.
| 1931.  | 1936.  | 1951.  | 1961.  | 1971.  | 1981.  | 1991.  | 2001.  | 2011.  |
| ------ | ------ | ------ | ------ | ------ | ------ | ------ | ------ | ------ |
| 48.574 | 49.361 | 55.962 | 61.684 | 63.625 | 65.625 | 66.839 | 62.546 | 60.433 |

Молфета данас има око 55.000 становника, махом Италијана. Последњих деценија број становника у граду опада.

## Партнерски градови
- Герлиц
- Fremantle

## Галерија
- Градска катедрала
- Општински трг
- Марина у Молфети
- Стара гадска лука